# Kiss (песня Принса)
«Kiss» («Поцелуй») — песня Принса и его группы The Revolution с альбома Parade, выпущенная как сингл в 1986 году. Лауреат премии «Грэмми».
В 2004 году журнал Rolling Stone поместил песню «Kiss» в исполнении Принса и The Revolution на 461 место своего списка «500 величайших песен всех времён». В списке 2011 года песня находится на 464 месте.
В апреле 2016 года, вскоре после смерти певца, читатели англоязычного веб-сайта журнала Rolling Stone (по результатам проведённого на нём опроса) поставили песню «Kiss» на 7 место в списке лучших песен Принса.

## Список композиций
7-дюймовый сингл
1. Kiss — 3:46
2. ♥ or $ — 3:57

12-дюймовый сингл
1. Kiss (extended version) — 7:16
2. ♥ or $ (extended version) — 6:50

CD-сингл
1. Kiss (extended version) — 7:16
2. Girls & Boys — 5:30
3. Under the Cherry Moon — 2:57

## Позиции в хит-парадах
Еженедельные чарты:
| Чарт (1986)                       | Наив. поз. |
| --------------------------------- | ---------- |
| (Billboard Hot 100)               | 1          |
| (Billboard Hot Dance Club Play)   | 1          |
| (Billboard Hot R&B/Hip-Hop Songs) | 1          |
| Канада                            | 4          |
| Великобритания                    | 6          |
| Ирландия                          | 11         |
| Германия                          | 4          |
| Австрия                           | 8          |
| Швейцария                         | 3          |
| Нидерланды                        | 2          |
| Франция                           | 29         |
| Норвегия                          | 10         |
| Швеция                            | 16         |
| Новая Зеландия                    | 2          |
| Австралия                         | 2          |

Годовые чарты:
| Чарт (1986)                                 | Позиция |
| ------------------------------------------- | ------- |
| США (Billboard Top Black Singles)           | 6       |
| США (Billboard Top Dance Club Play Singles) | 20      |
| США (Billboard Top Dance Sales Singles)     | 7       |
| США (Billboard Top Pop Singles)             | 19      |